# Wandsworth
Wandsworth és un districte londinenc de l'àrea coneguda com a Sud-oest de Londres. El districte de Wandsworth està format pels següents barris:
| - Balham - Battersea - Earlsfield - Furzedown - Nine Elms - Putney - Putney Heath | - Putney Vale - Roehampton - Southfields - Streatham Park - Tooting - Wandsworth |